# 赤木ゆう
赤木 ゆう（あかぎ ゆう、1989年3月29日 - ）は、日本の元女優、元女性タレント。千葉県生まれ。2023年現在は芸能界を引退し一般職に勤務している。

## 主な出演

### 映画
- 柔道ガールズ（2014年2月公開、かわさきひろゆき監督） - 河井麻紀 役

### オリジナルDVD
- エローン・レンジャー 性なる力で甦ったヒロイン（2015年6月1日発売、河村永徳監督、ムービープラネット） - 亜佐美 役
- ファイティングガールズ13　ミックスファイト＆イメージ（2015年10月2日発売、BATTLE）

### イメージDVD
※太字タイトルは、Blu-ray版あり
- 恋人遊戯（2014年5月24日、マックス）
- Lovin'YOU（2015年6月1日、グラビジョン）
- フレンチ・キス（2016年10月13日、フレンチ・キス）
- Red Diamond（2017年5月26日、スパイスビジュアル）
- 接写（2017年8月31日、グラウンエンターテイメント）
- 女豹 （2017年12月1日、キングダム）
- maturity（2018年9月15日、TWCC）
- experience（2021年2月15日、TWCC）

### 広告
- 「男のアミノ酸」初代7ガールズ（2015年）

### 舞台
- 「地獄門」（2013年9月、渋谷伝承ホール）
- 「人斬りの恋」（2013年11月、銀座博品館劇場）

### オリジナルソング
- 「光の向こうへ」（2017年10月25日 配信リリース、Hot Life Distribution）

### その他
- FM浦安
- ニコニコJOCKY